# Neospintharus syriacus
Neospintharus syriacus là một loài nhện trong họ Theridiidae.
Loài này thuộc chi Neospintharus. Neospintharus syriacus được Octavius Pickard-Cambridge miêu tả năm 1872.